# Albert Christophle

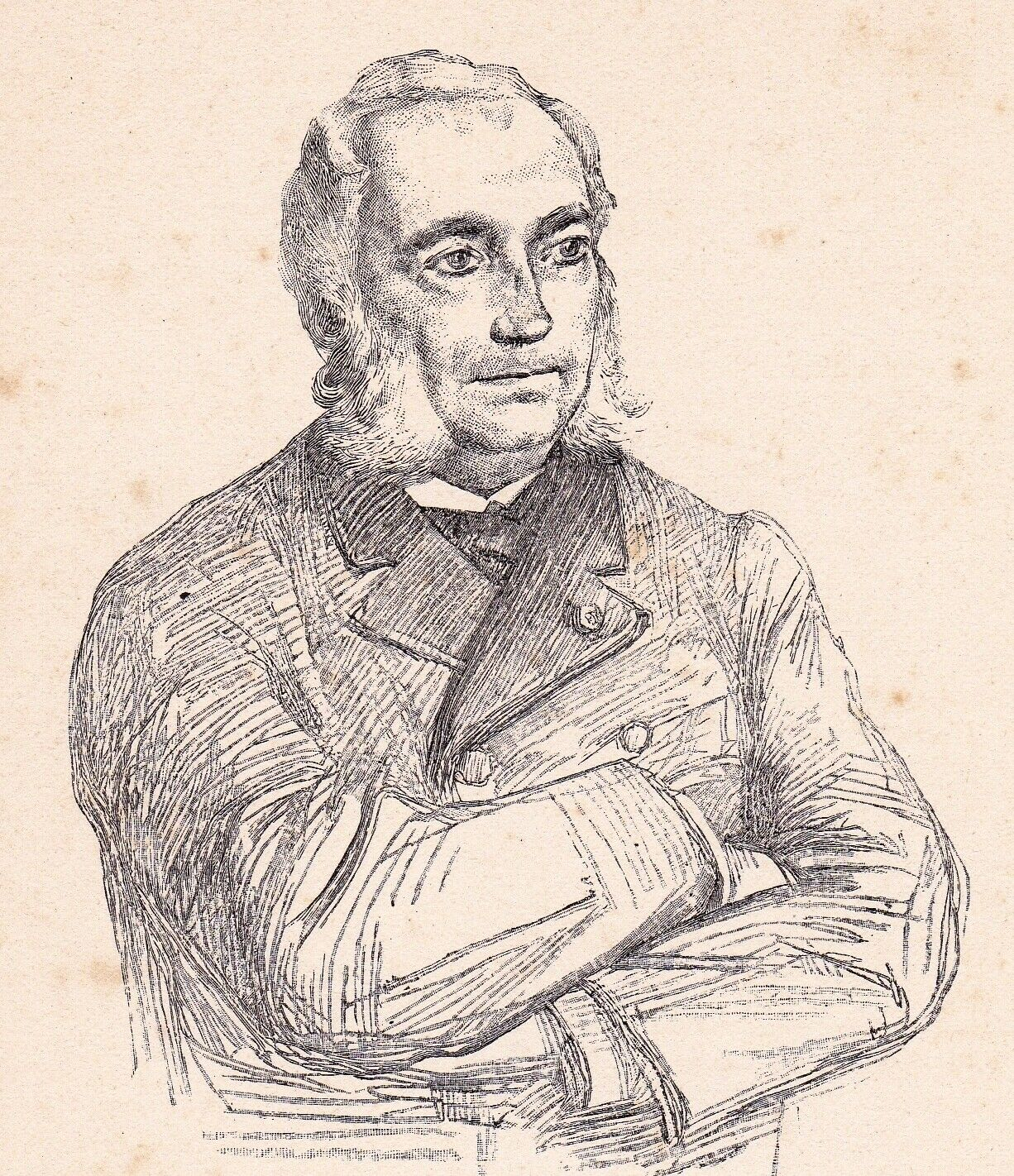
Albert Christophle, portret door Charles Léandre

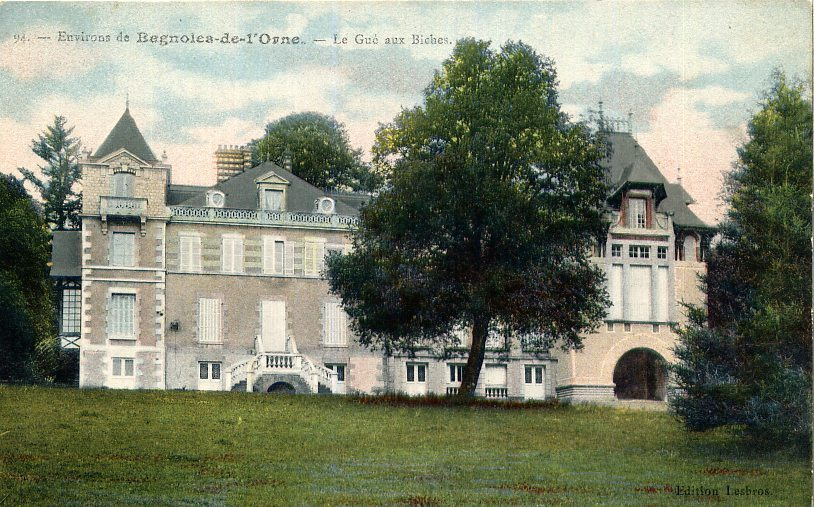
Château de Gué-aux-Biches

Albert Silas Médéric Charles Christophle (Domfront, 13 juli 1830 - Parijs, 23 januari 1904) was een Frans rechtsgeleerde en politicus.

## Biografie
Albert Christophle studeerde rechten. In 1856 werd hij rechter bij de Staatsraad (Conseil d'État) en het Hof van Cassatie (Cour de cassation). Op 4 september 1870 werd hij benoemd tot prefect van het departement Orne en organiseerde de verdediging van het departement tegen de Duitsers. Op 28 december van dat jaar trad hij af nadat de regering de Generale Raden (Conseils Généraux) ontbond en de prefecten opdroeg om departementele commissies in te stellen om de departementen te besturen. Bij de parlementsverkiezingen van 1871 werd hij voor departement Orne in de Kamer van Afgevaardigden (Chambre des Députés) gekozen en sloot zich aan bij de centrumlinkse fractie (gematigde republikeinen).
Albert Christophle was van 9 maart tot 17 mei 1877 minister van Openbare Werken in het kabinet-Dufaure IV en het kabinet-Simon.
Albert Christophle werd op 14 oktober 1877 opnieuw in de Kamer van Afgevaardigden gekozen (tot 1882). In 1878 werd hij benoemd tot gouverneur van het Crédit Foncier de France. In 1882 slaagde hij er niet in om in de Senaat (Sénat) te worden gekozen en in 1885 probeerde hij om tevergeefs om in de Kamer te worden gekozen.
Hij was ook burgemeester van Tessé-la-Madeleine en had een groot aandeel in de aanleg van een park, waar chique villa's en kastelen (chateaux) werden gebouwd (ten tijde van de belle époque). Christophle bewoonde ook een kasteel in het park, Château du Gué-aux-Biches.
Albert Christophle overleed op 73-jarige leeftijd.